# 谢明钦
谢明钦（1902年—1990年10月15日），字纯熙，学名谢继光，山东省莱阳县（现为市）人。中华人民共和国政治人物。

## 生平
1932年，加入中国共产党。1924年，中学毕业后任小学教师。后历任中共莱阳县第五区区委书记、中共莱阳县委秘书，后因党组织遭破坏，曾在青岛金沟小学任教。1937年至1940年，先后任莱阳《民先周刊》主编、中共莱阳县委组织部部长、县委书记、中共南海地委书记、莱阳县临事参议会参议长、中共胶东区委统战部部长等职。1941年5月，调任青岛市工作委员会书记。1942年1月，因出卖被捕入狱，1945年10月出狱。1947年至1949年，任中共胶东区委统战部副部长。
中华人民共和国成立后，任青岛市委党校校长、常委书记，青岛市博物馆馆长等职。1990年10月15日病逝，享年88岁。